# Pierre Barrère

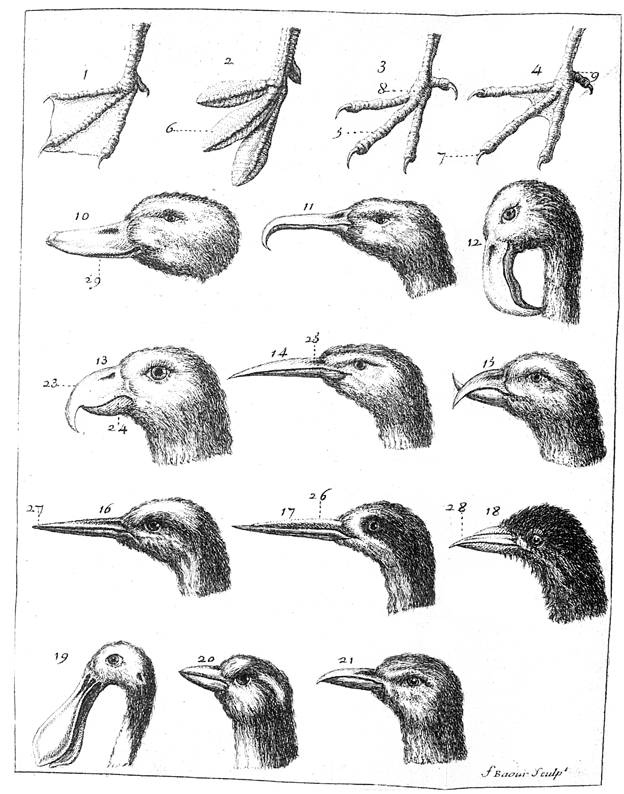
Lámina extraída de 'Ornithologiae Specimen de Barrère mostrando su sistema de clasificación de aves

Pierre Barrère Volar (ca. 1690, Perpiñán-1 de noviembre de 1755, Perpiñán) fue un naturalista y médico francés.
Barrère practicó la medicina en su villa natal a partir de 1717. En 1722, parte a Cayenne donde pasó cinco años. Vuelve a Francia y obtiene la cátedra de botánica y trabaja en el hospital militar de Perpiñán.

## Ornitología
Barrère publicó en 1745 su Ornithologiae Specimen Novum, sive Series Avium in Ruscinone, Pyrenaeis Montibus, atque in Galliâ Aequinoctiali Observatarum, in Classes, genera & species, novâ methodo, digesta en Perpiñán.
Su clasificación está basada únicamente en la forma del pico y del pie de las aves, está dividida en cuatro grupos: 
1. palmípedos
2. semi-palmípedos
3. fisípedos
4. semi-fisípedos.

Dentro de estos cuatro grupos no hay ningún tipo de clasificación y los distintos géneros y especies están más o menos desordenados en ella. Esta clasificación era tan artificial que sería abandonada pronto. Dedicó todo su trabajo a Buffon

## Medicina
Publicó Observations anatomiques tirées des ouvertures d’un grand nombre de cadavres en 1753 en Perpiñán.

## Fósiles
Publicó en 1746 Observations sur l'origine et la formation des pierres figurées, et sur celles qui, tant extérieurement qu'intérieurement, ont une figure régulière & déterminée en París. Se interesó por el origen y constitución de los fósiles y describió muchos de Cataluña y del macizo de los Pirineos. Supuso que los fósiles de moluscos encontrados en los Alpes probaban la presencia de un antiguo océano.

## Descripción de su viaje
De su experiencia en la Guayana, Barrère escribió varias obras: Essai sur l'histoire naturelle de la France équinoxiale, ou Dénombrement des plantes, des animaux et des minéraux qui se trouvent dans l'isle de Cayenne, les isles de Remire, sur les côtes de la mer et dans le continent de la Guyane (1741) y Nouvelle Relation de la France équinoxiale, contenant la description des côtes de la Guiane, de l'île de Cayenne, le commerce de cette colonie, les divers changements arrivés dans ce pays, et les moeurs et coutumes des différents peuples sauvages qui l'habitent; avec les figures dessinées sur les lieux (1743). Sobre las abejas en Guyana, comenta que son abejas pequeñas de 4 o 5 mm, que no tienen aguijón para defenderse, con sus colmenas en las murallas o en los árboles, siendo la miel líquida y muy blanca.
- La abreviatura «Barrère» se emplea para indicar a Pierre Barrère como autoridad en la descripción y clasificación científica de los vegetales.[1]